# Сечань (община)
Сечань (серб. Сечањ) — община в Сербии, входит в Средне-Банатский округ.
Население общины составляет 14 899 человек (2007 год), плотность населения составляет 28 чел./км². Занимаемая площадь — 523 км², из них 87,0 % используется в промышленных целях.
Административный центр общины — город Сечань. Община Сечань состоит из 11 населённых пунктов, средняя площадь населённого пункта — 47,5 км².

## Статистика населения общины
| Год  | Население, чел. |
| ---- | --------------- |
| 1991 | 18 156          |
| 2001 | 16 560          |
| 2002 | 16 322          |
| 2003 | 16 104          |
| 2004 | 15 862          |
| 2005 | 15 568          |
| 2006 | 15 245          |
| 2007 | 14 899          |